# Tweed (flod)
 For alternative betydninger, se Tweed. (Se også artikler, som begynder med Tweed)
Tweed eller Tweed Water (skotsk gælisk: Abhainn Thuaidh, skotsk: Watter o Tweid, walisisk: Tuedd), er en flod på 153 km, der løber mod øst i grænseområdet i Skotland og det nordlige England. Tekstiltypen tweed har navn efter dets associering med floden Tweed. Tweed er et gammelt britisk (keltisk) ord, der betyder grænse
Floden er en af de store laksefloder i Storbritannien, og det er den eneste flod i England, hvor det ikke kræver en tilladelse fra Environment Agency at drive lystfiskeri.

## Bifloder
Bifloder til Tweed inkluderer:
- Whiteadder Water
  - Blackadder Water
- River Till
- Eden Water
- Teviot Water
- Leader Water
- Gala Water
- Leithen Water
- Quair Water
- Eddleston Water
- Manor Water
- Lyne Water
- Holms Water